# Anisonyx albopilosus
Anisonyx albopilosus är en skalbaggsart som beskrevs av Schein 1959. Anisonyx albopilosus ingår i släktet Anisonyx och familjen Melolonthidae. Inga underarter finns listade i Catalogue of Life.